# Thlaspi freynii
Thlaspi freynii là một loài thực vật có hoa trong họ Cải. Loài này được N. Busch miêu tả khoa học đầu tiên.